# オールモード4X4
オールモード4X4（ALL MODE 4X4、オールモードフォーバイフォー）とは、日産自動車が開発した駆動力電子制御四輪駆動システムの名称。センターデフを用いず、トランスファーに内蔵された油圧式の湿式多板クラッチで動力の断続を行う、スタンバイ4WDの一種。
このシステムはスカイラインGT-Rに搭載されていた4WDシステム、ATTESA E-TSをもとに、横Gセンサーを省いて開発され、FFベース（Z50型ムラーノ、T30型エクストレイル、現行J10型デュアリス、U31前期型プレサージュ（3500ccのみ）などに搭載）、FRベース（R50型テラノ、エルグランドなどに搭載）の両方がある。
尚、「ALL MODE」「ALL MODE 4x4」の各名称は日産自動車の登録商標である（前者は第3359515号、後者は第4026888号）。

## 解説
FF（FR）ベースの場合、通常時は前輪駆動（後輪駆動）で走行し、走行条件に応じて前後輪のトルク配分を100対0（0対100）から、前後直結の範囲で制御する。さらに、手動により前輪（後輪）駆動固定、駆動力制御四輪駆動および直結四輪駆動の選択が可能になっている。
駆動力の伝達は、前輪（後輪）へは直接駆動力を伝え（FRはリアセンタースルー式）、後輪（前輪）へはトランスファーで分岐させている。リア（フロント）ディファレンシャル前部（後部）に組み込まれた電子制御カップリング（JTEKT製 ITCC）の多板クラッチの締結率を変えることによって、後輪（前輪）へ伝達されるトルクの大きさを制御しており、走行状態に応じ、前輪（後輪）駆動から直結四輪駆動までの状態を無段階に変化させている。さらに、スタックからの脱出時などに手動で直結四輪駆動を選択することも可能であるが、設定車速以上になると駆動力制御四輪駆動に切り替わる。さらに、ABSおよびVDCとの協調制御も行い、より自然かつ安全な走行性能を確保している。

### オールモード4x4-i
T31/32型エクストレイル、Z51/52型ムラーノ、ルノー・コレオス（ルノーサムスン・QM5ならびにQM6）、ダチア・ダスターなどに搭載されている「オールモード4x4-i」はオールモード4x4の制御に加え、車両挙動や運転操作も含めて協調制御することで常に前後トルク配分を見直すシステムへと進化している。

### オールモード4x4-i（トルクベクトル付）
ジューク16GT FOURに搭載される「オールモード4x4-i（トルクベクトル付）」はオールモード4x4-iの制御に加え、リアのファイナルドライブユニットから左右後輪に0対100から100対0での独立したトルク配分を行うことも可能となり、高速旋回時の安定性を高めている。